# Triandrophyllum fernandeziense
Triandrophyllum fernandeziense là một loài rêu tản trong họ Herbertaceae. Loài này được (S.W. Arnell) Grolle ex Fulford & Hatcher miêu tả khoa học lần đầu tiên năm 1962.